# Lê Vĩnh Hòa
Lê Vĩnh Hòa (tên khai sinh là Đoàn Thế Hối; 1932 - 1967) là liệt sĩ, nhà văn Việt Nam, được truy tặng Giải thưởng Nhà nước về Văn học Nghệ thuật năm 2001.

## Tiểu sử
Lê Vĩnh Hòa tên thật là Đoàn Thế Hối, bút hiệu là Trần Bình, Trần Bàng, Nhị Anh, sinh ngày 6-10-1932 tại tỉnh Bình Định. Cha Lê Vĩnh Hòa tham gia phong trào cách mạng, do bị lộ, bị địch truy lùng  nên phải cùng gia đình ly hương vào tỉnh Rạch Giá làm nghề dạy học. Năm 14 tuổi, Lê Vĩnh Hoà tham gia phong trào thiếu nhi cách mạng xã Ngọc Chúc, huyện Giồng Riềng và sau đó chuyển về tỉnh, phụ trách công tác thiếu nhi của Đoàn thanh niên Cứu quốc tỉnh Rạch Giá. Năm 1951, Lê Vĩnh Hòa công tác ở Văn phòng Ban Dân vận - Mặt trận Tỉnh ủy Sóc Trăng.
Sau 1954, ông ở lại chiến trường làm công tác thanh vận và viết văn. Năm 1955, ông là Ủy viên Ban Chấp hành Thị đoàn Sóc Trăng, vào học ở Trường Trần Văn và sau đó là Trường Bán công, vừa học vừa xây dựng cơ sở Đoàn trong thanh niên học sinh. Tốt nghiệp loại xuất sắc khi ra trường nên Lê Vĩnh Hòa được tham gia làm giáo viên dạy một số trường trung học tư thục và bán công ở thị xã Sóc Trăng. Tháng 5-1957, Lê Vĩnh Hòa được kết nạp vào Đảng Lao động Việt Nam. Ông bị địch bắt giam tháng 10 năm 1958, đến cuối năm 1963, ra khỏi nhà giam của giặc, tiếp tục hoạt động ở các chiến trường Cần Thơ, Sóc Trăng, Rạch Giá.
Ngày 7 tháng Giêng năm 1967, ông hy sinh trong một trận đánh lớn tại Xẻo Giá, xã Vĩnh Viễn, huyện Long Mỹ, tỉnh Hậu Giang.

## Sự nghiệp
Sống một cuộc đời ngắn ngủi, cầm bút trong khoảng thời gian ngắn, nhưng Lê Vĩnh Hòa đã để lại một phong cách văn chương đặc sắc, góp phần định hình nên phong cách văn chương Nam Bộ từ sau 1945. Lê Vĩnh Hòa đã để lại cho đời trên 100 truyện ngắn, tùy bút, tiểu luận phê bình văn học; nhiều bài thơ cùng những tác phẩm còn dở dang và bao ước mơ, dự định của một nhà văn, một chiến sĩ cách mạng.
Ngay từ những trang viết đầu tay, Lê Vĩnh Hòa rất đã thông cảm với những số phận nghèo khổ và ghét kẻ bóc lột. Ông có những truyện ngắn rất xúc động về mảng này như: “Chiếc áo thiên thanh”; “Lúc chiều xuống”, “Nước cạn”,“Áo vải tim vàng”, “Dằn vặt”… đăng trên báo Quyền sống và một số tờ báo khác...
Nhiều tác phẩm của Lê Vĩnh Hòa được viết ngay trong đêm dưới ánh đèn dầu, hay viết ngay tại chiến hào, như: Truyện ngắn Nắng mùa xuân, Qua vườn măng, Khóa đít xe bọc thép, Băn khoăn chú Kiệt, Du kích Đông Phước, Mấy trang nhật ký bên chiến hào... Có thể nói, mỗi nơi Lê Vĩnh Hòa đến, dường như được in đậm nét trong các tác phẩm của ông.
Các sáng tác của Lê Vĩnh Hòa về đề tài cách mạng miền Nam, về chiến tranh nhân dân, trong đó có những tác phẩm viết về Chủ tịch Hồ Chí Minh như truyện “Chiếc phái”; hay những trang viết về cuộc chiến đấu hào hùng của quân và dân ta được thể hiện rất thành công như: “Sống với Đông Phước”; “Khóa đít xe bọc thép”; “Trông ra tiền tuyến”; “Đốm lửa Mặc Đây”; “Bà nội”; “Qua vườn măng”; “Nắng mùa xuân”...
Lê Vĩnh Hòa được Nhà nước truy tặng Huân chương Kháng chiến hạng Nhất.
Năm 2001, ông được truy tặng Giải thưởng Nhà nước về Văn học Nghệ thuật với các tác phẩm: tập truyện ngắn Người tị nạn và Tuyển tập Lê Vĩnh Hòa.
Năm 2016, nhân dịp kỷ niệm 49 năm ngày mất của Lê Vĩnh Hòa, Nhà xuất bản Công an nhân dân xuất bản cuốn sách “Lê Vĩnh Hòa tuyển tập” như một lời tri ân, tưởng nhớ ông. Cuốn sách “Lê Vĩnh Hòa tuyển tập” dày 538 trang được chia làm 2 phần: phần 1 - Những tác phẩm viết trong vùng địch chiếm (1956 – 1958) gồm 30 truyện ngắn và 8 bài thơ; phần 2 – Những tác phẩm viết trong vùng giải phóng (1964 – 1966) gồm 33 truyện ngắn và 7 bài thơ.

## Tác phẩm chính
- Mái nhà thơ (truyện ngắn, 1964)
- Người tị nạn (văn và thơ, 1973)
- Tuyển tập Lê Vĩnh Hòa (1986)
- Và đã in hơn 100 bài báo (truyện, ký, tiểu phẩm)
- Lê Vĩnh Hòa tuyển tập (2016)

## Khen thưởng
- Huân chương Kháng chiến hạng Nhất

## Vinh danh
- Giải thưởng Nhà nước về Văn học Nghệ thuật năm 2001
- Sau năm 1975, tên ông đã được đặt cho một con đường tại trung tâm thành phố Sóc Trăng và đặt tên Trường Trung học cơ sở Lê Vĩnh Hòa tại Phường 8, thành phố Sóc Trăng. Thành phố Hồ Chí Minh cũng đặt tên ông cho con đường ở Phú Thọ Hòa, Tân Phú. Tại Phường 8, thành phố Cà Mau cũng có con đường mang tên Lê Vĩnh Hòa…[1][5]